# Phryganistria fruhstorferi
Phryganistria fruhstorferi är en insektsart som först beskrevs av Brunner von Wattenwyl 1907.  Phryganistria fruhstorferi ingår i släktet Phryganistria och familjen Phasmatidae. Inga underarter finns listade i Catalogue of Life.